# 米德艾兰
米德艾兰（Middle Island）是加勒比海岛国圣基茨和尼维斯圣基茨岛中圣托马斯米德艾兰区的一座城镇，也是该区的首府，位于该岛西海岸，现有人口约为657人（包括附近的兰伯特村）。该地为托马斯·华纳的坟墓所在地。